# Roadracing-VM 1966
Världsmästerskapen i Roadracing 1966 arrangerades  av F.I.M. Säsongen bestod av tolv Grand Prix i sex klasser: 500cc, 350cc, 250cc, 125cc, 50cc och Sidvagnar 500cc. Den inleddes 30 april med Spaniens Grand Prix och avslutades med Japans Grand Prix den 15 oktober.
| Klass   | Mästare individuellt              | Mästare konstruktörer |
| ------- | --------------------------------- | --------------------- |
| 500GP   | Giacomo Agostini (MV Agusta)      | Honda                 |
| 350GP   | Mike Hailwood                     | Honda                 |
| 250GP   | Mike Hailwood                     | Honda                 |
| 125GP   | Luigi Taveri                      | Honda                 |
| 50GP    | Hans-Georg Anscheidt (Suzuki)     | Honda                 |
| Sidvagn | / Fritz Scheidegger/John Robinson | BMW                   |

## Säsongen i sammanfattning
Honda presenterade en ny fyrcylindrig 500-kubikare samt nya motorcyklar i de fyra mindre klasserna. Trots Hondas satsning vann Suzuki 50cc-titeln genom Hans-Georg Anscheidt. Han säkrade segern i sista deltävlingen, Japans Grand prix, före Hondas Luigi Taveri. Yamaha slogs med Honda hela säsongen om 125-VM. De båda japanska fabrikerna tog fem segrar var och Hondas Taveri tog världsmästartiteln från Yamahas Bill Ivy.
Mike Hailwood, som lämnat MV Agusta till förmån för Honda, vann 250-mästerskapet överlägset. Han vann de åtta första racen samtidigt som Phil Read kämpade med Yamahas nya V-fyra. Hailwood tog en dubbel genom att också vinna 350-klassen före MV Agustas Giacomo Agostini. Hondas Jim Redman vann de två första deltävlingarna i 500-klassen. Sedan kraschade han i Belgien och bröt sig. Agostini tog över VM-ledningen och höll undan för den starkt avslutande Hailwood som vann tre av de sex sista racen. Honda vann alla fem konstruktörsmästerskapen för tvåhjulingar.

## 1966 års Grand Prix-kalender
| Omgång | Datum | Grand Prix      | Bana             | Segrare 50cc         | Segrare 125cc | Segrare 250cc    | Segrare 350cc    | Segrare 500cc     | Segrare Sidvagn      |
| ------ | ----- | --------------- | ---------------- | -------------------- | ------------- | ---------------- | ---------------- | ----------------- | -------------------- |
| 1      | 8/5   | Spanien         | Montjuïc         | Luigi Taveri         | Bill Ivy      | Mike Hailwood    |                  |                   |                      |
| 2      | 22/5  | Västtyskland    | Hockenheimring   | Hans-Georg Anscheidt | Luigi Taveri  | Mike Hailwood    | Mike Hailwood    | Jim Redman        | Scheidegger/Robinson |
| 3      | 29/5  | Frankrike       | Charade          |                      |               | Mike Hailwood    | Mike Hailwood    |                   | Scheidegger/Robinson |
| 4      | 25/6  | TT Assen        | TT Circuit Assen | Luigi Taveri         | Bill Ivy      | Mike Hailwood    | Mike Hailwood    | Jim Redman        | Scheidegger/Robinson |
| 5      | 3/7   | Belgien         | Spa              |                      |               | Mike Hailwood    |                  | Giacomo Agostini  | Scheidegger/Robinson |
| 6      | 17/7  | Östtyskland     | Sachsenring      |                      | Luigi Taveri  | Mike Hailwood    | Giacomo Agostini | Frantisek Stastny |                      |
| 7      | 24/7  | Tjeckoslovakien | Masaryk Circuit  |                      | Luigi Taveri  | Mike Hailwood    | Mike Hailwood    | Mike Hailwood     |                      |
| 8      | 7/8   | Finland         | Imatra Circuit   |                      | Phil Read     | Mike Hailwood    | Mike Hailwood    | Giacomo Agostini  |                      |
| 9      | 20/8  | Ulster          | Dundrod Circuit  |                      | Luigi Taveri  | Ginger Molloy    | Mike Hailwood    | Mike Hailwood     |                      |
| 10     | 31/8  | Isle of Man TT  | Mountain Course  | Ralph Bryans         | Bill Ivy      | Mike Hailwood    | Giacomo Agostini | Mike Hailwood     | Scheidegger/Robinson |
| 11     | 11/9  | Nationernas GP  | Monza            | Hans-Georg Anscheidt | Luigi Taveri  | Mike Hailwood    | Giacomo Agostini | Giacomo Agostini  |                      |
| 12     | 17/10 | Japan           | Fuji Speedway    | Yoshimi Katayama     | Bill Ivy      | Hiroshi Hasegawa | Phil Read        |                   |                      |

### Poängräkning
De sex främsta i varje race fick poäng enligt tabellen nedan. De tre bästa resultaten räknades i mästerskapen för sidvagnarna, de fyra bästa resultaten räknades för 50cc, de fem bästa för 350cc och 500cc och de sex bästa resultaten för 125cc och 250cc.
| Plats | 1 | 2 | 3 | 4 | 5 | 6 |
| ----- | - | - | - | - | - | - |
| Poäng | 8 | 6 | 4 | 3 | 2 | 1 |